# Овсище (река)
Овсище (бел. Аўсішча, устар. пол. Owsiszcze) — малая речка в Червенском районе Минской области Белоруссии, правый приток Червенки. Длина реки — 7,5 км (7 верст).
Во второй половине XIX века исток реки располагался среди лесистых болот к северу от исчезнувшего ныне застенка Вересовка (в 960 метрах к северо-востоку от современной деревни Захаровка). Около километра река течёт в западном направлении, затем, пересекая дорогу Захаровка—Войнилово, поворачивает на юго-запад, затем протекает в юго-восточном направлении южнее существовавшего в XIX веке застенка Овсище и деревни Островы. Поворачивая на юг, пересекает автодорогу M-4 Минск-Могилёв и затем впадает в Червенку юго-западнее Хвойникина высоте 163,1 м над уровнем моря. В XIX веке река протекала посреди дикой, лесистой местности. В настоящее время её русло полностью канализировано.